# 红海湾风电场
红海湾风电场與甲东风电场，在中國廣東汕尾市的一個風電項目。红海湾风电场位于汕尾市红海湾开发区施公寮半岛，装有25台660kW的风电机组，2003年5月投产；甲东风电场位于汕尾陆丰市甲东镇洋美村沿海，装有24台850kW的风电机组，2007年1 月投产，其後5台2MW的风电机组于2012年1月投产。两者每年平均受到台风的袭击有3次－6次，2013年颱風天兔時红海湾的風車被吹倒。
徵地過程當局並沒有給予受影響村民合理賠償，使失去土地的村民無以維計，2005年入廠區破壞，與武警駁火，多人死傷，是為东洲事件。

## 規格、建設史
2000年国华(汕尾)风电有限公司（2007年前称广东集华风能公司）开始投资建设，第一期工程于2003年投产运营，总装机容量为16.5兆瓦。2004年12月红海湾风电场正式开展扩容，扩容容量为20.4兆瓦。红海湾风电厂及甲东风电厂是广东首个获得批准的CDM项目，其合作双方为广东集华风能公司及荷兰政府。
红海湾风电场装有25台丹麦Vestas公司生产的单机容量为660kW的V47机组，總装机容量16.5MW，轮毂高度45米。
2016年，红海湾风电厂已为国家能源投资集团有限责任公司子公司——国华能源投资有限公司广东公司下属。

## 颱風吹倒
2013年9月23日，颱風天兔登陸红海湾风电场，25台47-660kW变桨距风力发电机组不同的损坏，現場看見8台机组从塔筒处折断，有9台机组的叶片受损，部分机组的导流罩破损、机舱罩发生掀盖。，剩余8台无外观损伤，需要电厂恢复运营供电后进行检测确认，最终确认有13台发电机组受损，导致经济损失约1000万元。
天兔期间，气象站记录阵风超过17级的有陸豐縣甲东鎮70.4m/s、陸豐縣大安鎮牛角隆水库74.7m/s，红海湾风场场内风速仪测得的极大风速达62.9m/s，随后仪器被损毁。